# Opus signinum

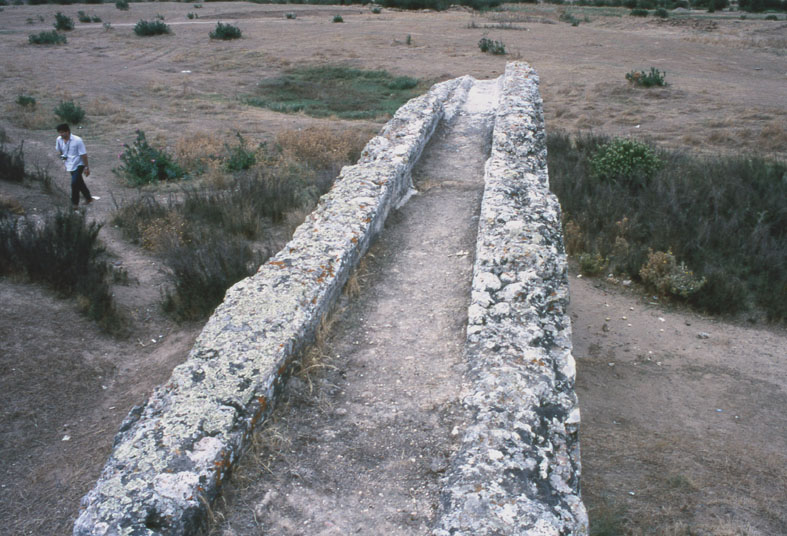
Vista del acueducto de Itálica, en Sevilla. En la parte más lejana se aprecia el revestimiento de opus signinum y la protección de las intersecciones.

Opus signinum (cocciopesto en italiano) es un material de construcción utilizado en la antigua Roma. Básicamente, se trata de ladrillo o tejas partidas en trozos pequeños, mezcladas con cal, y luego golpeadas con un pisón. Plinio en su Naturalis historiae describe su fabricación:

Se utilizan trozos de cerámicos rotos; se ha descubierto que pulverizadas, y con agregado de cal, la mezcla se convierte en un material más sólido y duradero que otros materiales similares; lo que conforma el cemento denominado «signine», que es muy utilizado incluso para hacer los pisos de las casas.
Plinio (Naturalis Historiae, 35.46.165)

El nombre viene de los términos latinos opus, ‘obra’, y signinum, ‘procedente de Signia’, ciudad de la región italiana del Lacio, rica en cerámica, hoy Segni. De allí procedía un tipo de hormigonado utilizando cal, arena y gravilla, sin tejas, cuya compactabilidad se obtenía tras un intensivo apisonamiento. También se utilizaba en obras de cisternas por sus propiedades hidrófugas.

## Designaciones
- Vitruvio designa así a:

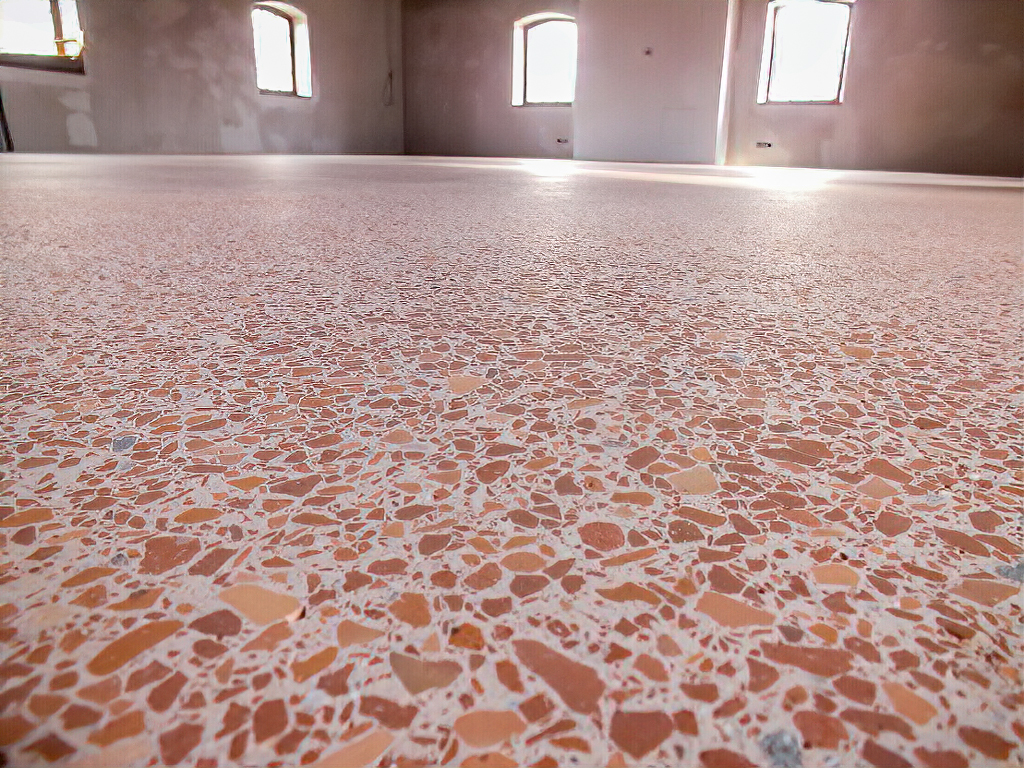
Reconstrucción moderna, utilizando métodos antiguos. Parque Cultural Europeo de Bliesbruck-Reinheim.

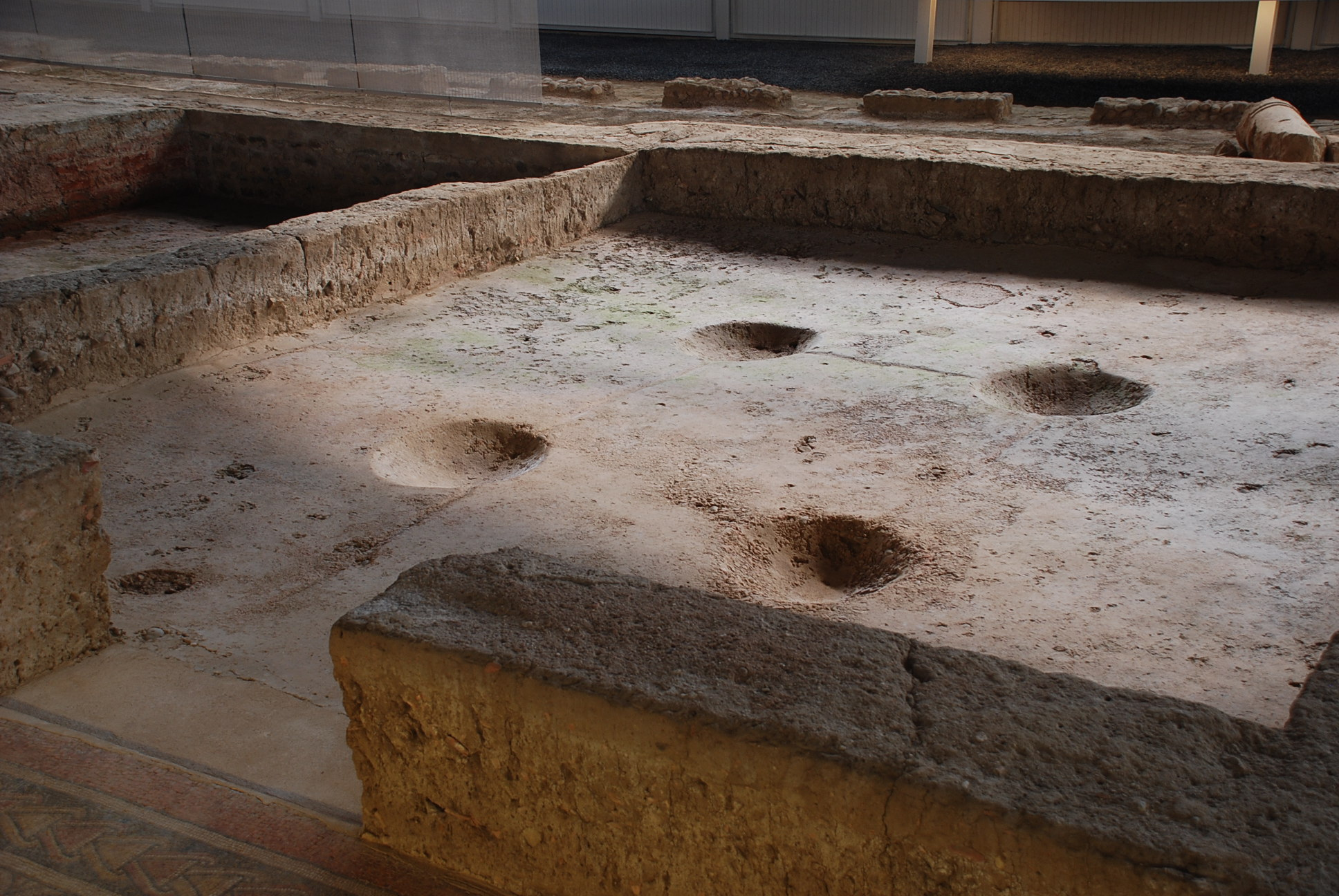
Despensa de la villa romana La Olmeda, en opus signinum con cuatro hoyos para asiento de tinajas. Pedrosa de la Vega (provincia de Palencia).

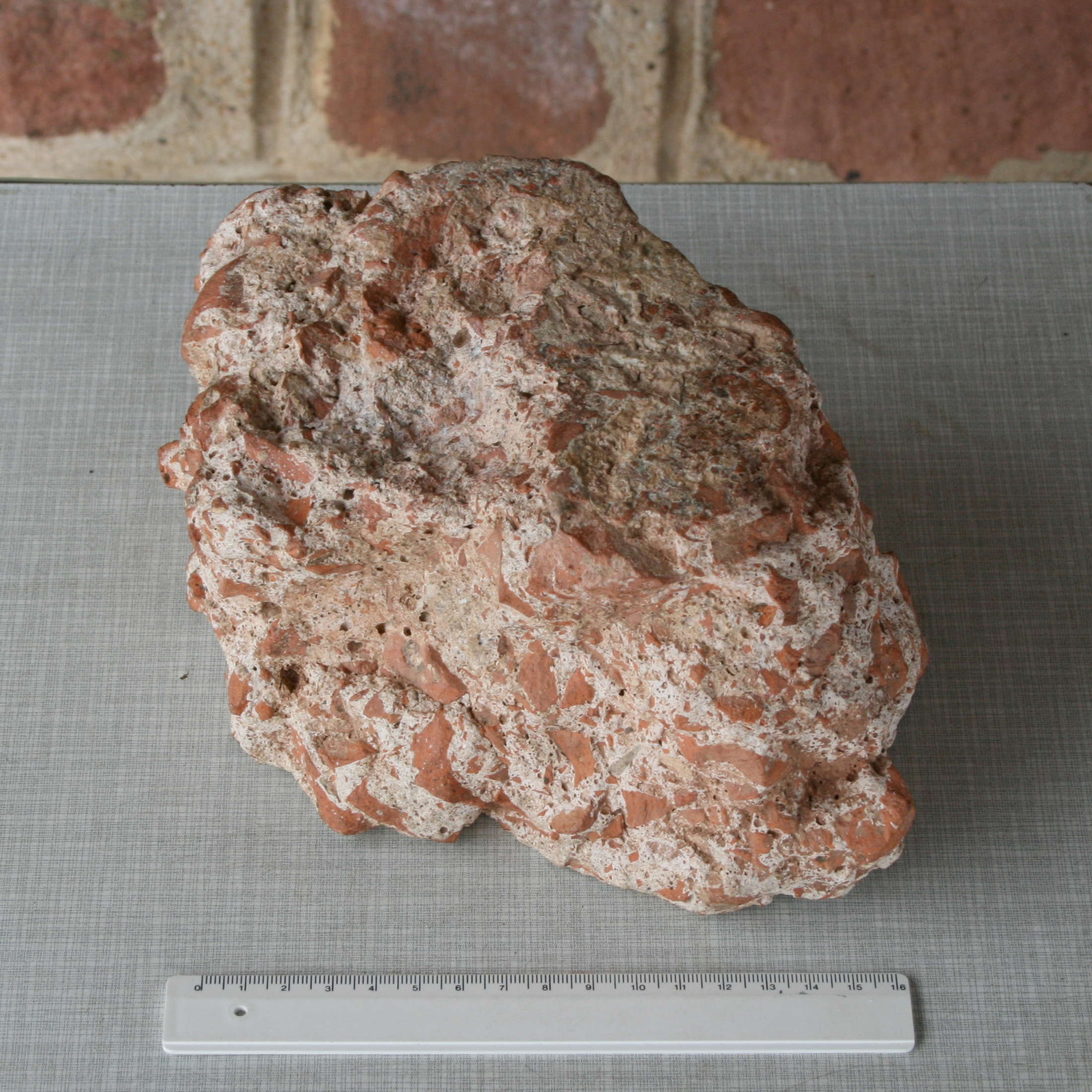
Muestra de opus signinum de la villa romana de Haselburg, cerca de Höchst im Odenwald.

  - una mezcla formada por un mortero de cal, arena y fragmentos pequeños de roca silícea que se apisonaba para compactarlo;
  - una cisterna para almacenamiento de agua construida con esa misma mezcla (Vitruvio, 8.7.14-15) [1]. Se construye cavando en la tierra unas zanjas que servirán como encofrado para los muros perimetrales de la cisterna. Dentro de ellas se van depositando el mortero y las piezas de piedra en capas bien apisonadas. Finalmente, se vacía la tierra del interior y se asienta el fondo del receptáculo;
  - un lugar de descanso, quizá un banco, que Vitruvio[3] [2] recomienda construir a trechos en los paseos.

- Frontino (De aquaeductu urbis Romae, 10) [3] denomina así a una mezcla de mortero utilizada para proteger las fuentes de cabecera de un acueducto.

- Columela (De re rustica, 8.17.1) [4] aplica estos términos a piscinas y estanques construidos según el procedimiento descrito por Vitruvio.
- Plinio el Viejo (Naturalis Historiae, 35.46.165) [5] se refiere con estos términos a un mortero de cal y cerámica triturada que se usaba para la confección de paramentos impermeables. Este es el material que se usaba para sellar los canales de los acueductos y demás elementos de los sistemas hidráulicos.
- Plinio el Viejo (ibídem) e innumerables vestigios arqueológicos atestiguan el uso de este mortero para la confección de pavimentos.

## Orígenes y difusión
La técnica, atestiguada por primera vez por el suelo de una prensa fenicia, a principios del siglo VII a. C. en Tell el-Burak (Líbano), luego en las colonias fenicias en el norte de África, en algún momento antes del 256 a. C., extendiéndose al norte, desde allí, a Sicilia y finalmente a la península itálica. Los pisos de signinum son encontrados ampliamente en las ciudades púnicas del norte de África y comúnmente en las casas helenísticas de Sicilia.
Si bien se han encontrado algunos pavimentos de signinum en Roma, la técnica no es común allí. Vitruvio describe el proceso de colocación de un suelo, ya sea de signinum o de mosaico. La tendencia comenzó en el siglo I a. C., proliferando tanto en casas particulares como en edificios públicos.
Los romanos utilizaron mucho este material para sellar el fondo y los costados de pilas o cisternas de mampostería, como lo describe Vitruvio, o como material de revestimiento, en el que la matriz del mortero recibe mosaicos dispuestos de diferentes maneras, o fragmentos de mármol blanco o de colores, y en todo caso como alternativa a la puzolana como mortero hidráulico. En el siglo II, el opus signinum daría paso a estilos de pavimento más estampados.